# Kolibrier
Kolibrier (Trochilidae) är en stor familj av mycket små fåglar som förekommer i en rad olika typer av biotoper över stora delar av den amerikanska kontinenten. Det finns cirka 320 olika arter, bland dem världens minsta fågel, bikolibrin (Mellisuga helenae), som bara är 5 cm lång och väger 1,8 gram. Kolibrier lever huvudsakligen på nektar och leddjur, och har en extremt hög ämnesomsättning. Många arter sänker därför sin kroppstemperatur betydligt under nätterna för att spara energi. Ett äldre svenskt trivialnamn för kolibrier var honingsfåglar.

## Utseende
De flesta kolibriarter har prunkande färger samt en metallglänsande fjäderdräkt. Kolibrier har ca 1 000 fjädrar, och hos många av arterna är fjäderdräkten mycket färggrann, detta gäller särskilt hos hanarna. Näbben är aningen böjd och är hos varje art anpassad för att passa just de blommor som besöks. De varierar i storlek från 5 cm (bikolibrin) till 20 cm (jättekolibrin). Den normala kroppstemperaturen för en kolibri är 39,5–45,0 °C. Ägget som kolibrin lägger väger 1/5 av den fullvuxna fågelns vikt.

## Utbredning
Kolibrier finns uteslutande i Amerika, de flesta i Syd- och Mellanamerika, men vissa flyttande arter finns så långt norrut som Alaska.

## Flygteknik
Kolibrierna har en utmärkt flygförmåga och gruppen har utvecklat ett antal distinkta flygtekniker som gör att de kan flyga framåt, vertikalt upp och ner, och som de enda fåglarna även baklänges. De kan även "stå stilla" i luften med hjälp av en ryttlande teknik. Dessa flygtekniker, tillsammans med det faktum att många arter är mycket små, gör att de ibland påminner mer om insekter än om fåglar. Kolibrier håller en mycket hög vingfrekvens med upp till 80 vingslag i sekunden. Större arter har generellt lägre vingfrekvens medan mindre arter har högre frekvens. Vingfrekvensen skiftar också inom arten beroende på vilken flygteknik som individen nyttjar för tillfället. Flyghastigheten kan hos vissa arter uppgå till över 50 km/h.

## Föda
Kolibriernas föda består av nektar och leddjur. De äter en relativt stor mängd föda varje dag – vissa arter äter så mycket som åtta gånger sin egen kroppsvikt. Många kolibriarter är specialiserade på att ta nektar från specifika växtarter – fågelns näbb och blommans form har genom evolution anpassats för varandra. När fågeln sticker ned sin näbb i blomman och fångar upp nektarn med den räfflade tungan fastnar pollen på fågeln, vilken genom att föra detta vidare till andra plantor pollinerar växten. Utöver nektar utgör leddjur, främst insekter och spindlar en viktig del av födan. Hos vissa arter, eller under vissa perioder utgör leddjur den främsta energikällan och vissa arter lever långa perioder utan att suga nektar.

## Systematik

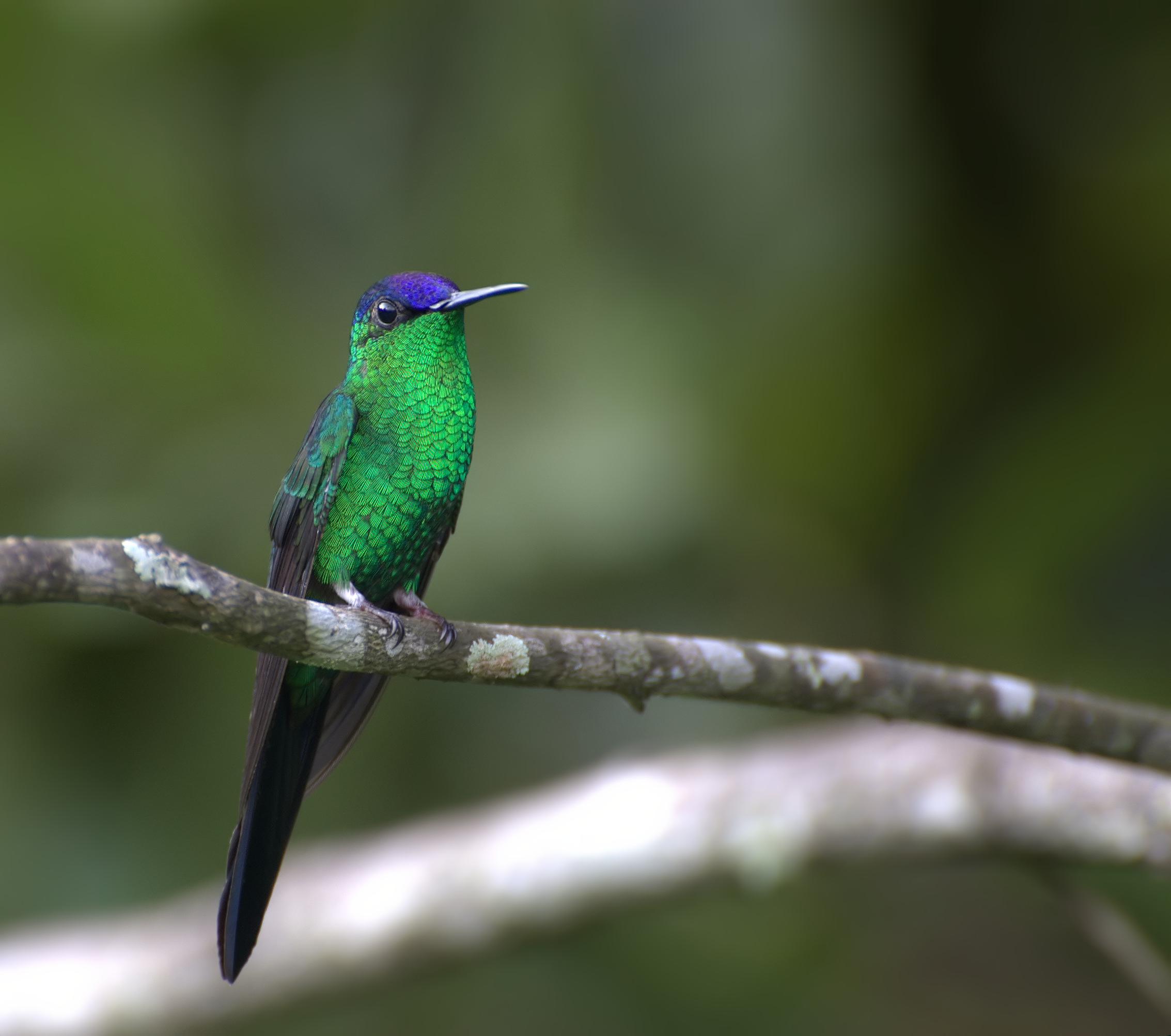
Hane av violettkronad skogsnymf (Thalurania glaucopis) i Chácara Antonio Wuo, Brasilien.

Kolibrierna är närmast släkt med seglare (Apodidae) och den lilla familjen trädseglare (Hemiprocnidae). Tidigare har de ibland placerats i den egna ordningen Trochiliformes. Idag förs de ofta tillsammans med de två seglarfamiljerna till ordningen Apodiformes.

### Underfamiljer och släkten
Familjen kolibrier är mycket stor och omfattar över 300 arter fördelade över fler än 100 olika släkten. Traditionellt delas den in i två underfamiljer, med eremiterna i Phaethornithinae och övriga i Trochilinae. Genetiska studier visar dock att denna indelning är felaktig, där de två släktena Topaza (topaser) och Florisuga (jakobiner) utgör en basal utvecklingslinje.